# Gary Michael Heidnik
Gary Michael Heidnik (* 22. November 1943 in Eastlake, Ohio, USA; † 6. Juli 1999 in Pittsburgh, Pennsylvania) war ein US-amerikanischer Serienmörder.

## Leben

### Frühes Leben
Gary Heidnik wurde als ältester von zwei Söhnen von Michael und Ellen Heidnik in Eastlake, einem Vorort von Cleveland, Ohio, geboren. Im November 1945 ließ sich sein Vater wegen der Alkoholsucht der Mutter scheiden, so dass Gary und sein 18 Monate jüngerer Bruder Terry Heidnik zunächst bei ihrer Mutter und dann bei ihrem Vater und dessen neuer Frau lebten. Der Vater demütigte Gary, der Bettnässer war, indem er das mit Urin verschmutzte Bettzeug vor seinem Fenster aufhängte. In der Schule wurde er von seinen Mitschülern häufig wegen seines deformierten Kopfes schikaniert, der Folge eines schweren Sturzes von einem Baum in seiner Kindheit.
Heidnik gilt mit einem IQ von 148 als hochintelligent. Eines der Dinge, die ihn interessierten und faszinierten, war das Militär. Der Vater unterstützte dies, und Gary schrieb sich in die Militärakademie von Staunton im US-Bundesstaat Virginia ein. Doch nach knapp zwei Jahren verließ er diese ohne Abschluss. Nach einer weiteren Zeit an der High School schied er dort aus und ging zur US Army. Seine Vorgesetzten beschrieben ihn als exzellent. Er bewarb sich daraufhin auch bei der Militärpolizei, wurde aber abgelehnt. Nach der Grundausbildung erhielt er eine Sanitätsausbildung in Fort Sam Houston (Texas). Später wurde er in ein Militärkrankenhaus der 46. Armee nach Landstuhl in Westdeutschland versetzt, wo er den General Educational Development Test (GED) bestand.
Ende August 1962 klagte Heidnik über Kopfschmerzen, Erbrechen, Schwindel und verschwommenes Sehen. Die Ärzte diagnostizierten bei ihm Gastroenteritis sowie eine schwere mentale Störung und verschrieben ihm Trifluoperazin. Im Oktober 1962 wurde er in ein Militärkrankenhaus in Pennsylvania zurückgeschickt, wo eine schizoide Persönlichkeitsstörung diagnostiziert wurde. Im Dezember 1962 schied er ehrenhaft und mit Anspruch auf eine vollständige Invalidenrente aus der Armee aus. Kurz nach seiner Entlassung bekam er eine Anstellung als Gesundheits- und Krankenpfleger am Universitätsklinikum in Pennsylvania. Heidnik schrieb sich auch in die University of Pennsylvania ein, wo er mehrere Fächer belegte, aber nach einem Semester wieder exmatrikulierte. Er arbeitete als psychiatrischer Krankenpfleger für das Kriegsveteranenministerium der Vereinigten Staaten in Coatesville. Heidnik wurde wegen mangelnder Bereitschaft und rüdem Umgang entlassen.
Seine Mutter beging 1970 Suizid mittels Gift. Heidnik versuchte daraufhin selbst mehrmals, sich das Leben zu nehmen, genauso wie sein Bruder Terry, und wurde ebenso oft in psychiatrische Kliniken eingeliefert.
Im Jahr 1971 gründete er eine Kirche, die er „United Church of the Ministers of God“ nannte und die zum damaligen Zeitpunkt fünf Anhänger hatte. Bis 1975 gelang es ihm, ein Startkapital von 1.500 Dollar innerhalb von mehreren Jahren durch Spekulationen auf über 500.000 Dollar zu vervielfachen.

### Kriminelle Aktivitäten
1976 kam Heidnik erstmals wegen einer Schießerei und des Tragens einer nicht registrierten Waffe mit dem Gesetz in Konflikt.
Am 7. Mai 1978 holte er die Schwester seiner Freundin Anjeanette Davidson aus einer Nervenheilanstalt in Harrisburg. Als die Behörden zum Haus der Heidniks fuhren, fanden sie die Frau verwahrlost und sich selbst überlassen im Keller des Hauses vor. Sie stellten fest, dass die Frau vergewaltigt worden war. Gary Heidnik wurde daraufhin verhaftet, im November 1978 von einer Jury zu drei bis sieben Jahren Gefängnis verurteilt und nach einer Berufungsverhandlung für drei Jahre in eine psychiatrische Anstalt eingewiesen.
1983 wurde er unter Aufsicht entlassen. Im Januar 1986 wollte er nach einer Sexorgie seine damalige Frau Betty, eine Philippina, die er 1985 geheiratet hatte, umbringen. Sie floh in ein Frauenhaus und zeigte ihren Mann an. Der im März 1986 eröffnete Prozess wurde eingestellt, da die Klägerin aus Angst vor Gary Heidnik nicht vor Gericht erschien.

### Mordserie
Am 26. November 1986 fuhr Heidnik mit seinem Cadillac durch die Straßen Philadelphias und traf dabei auf die 25 Jahre alte Prostituierte Josephina Rivera, der er 50 Dollar für Sex anbot und sie in sein Haus einlud. Hier vergewaltigte er die Frau, würgte sie bis zur Bewusstlosigkeit und fesselte sie ans Bett. Später schleppte er Rivera in den Keller seines Hauses, in dem er eine kleine Grube ausgehoben hatte. Hier wurde sie hineingepresst, die Öffnung mit Brettern verschlossen und mit Sandsäcken beschwert.
Knapp eine Woche später, Anfang Dezember 1986, wurde eine weitere Frau in den „Keller des Todes“ gesperrt – die 25-jährige Sandra Lindsay, die Freundin eines Laufburschen in Heidniks Kirche. Der tägliche Horror im Leben der Frauen bestand aus Vergewaltigung, Erniedrigung und magerer Kost. Zu Weihnachten 1986 wurde die 19-jährige Lisa Thomas das dritte Opfer. Am 18. Januar 1987 wurde die 18 Jahre alte Jacqueline Askins entführt und dorthin gebracht. Alle wurden mit falschen Versprechungen von Heidnik in dessen Haus gelockt.
Die Frauen mussten Heidnik völlig zu Willen sein. Wenn sie sich widersetzten, wurden sie mit Elektroschocks, Schlägen oder Folter bestraft. Heidniks Plan war, mindestens zehn Frauen zu entführen und so viele Kinder wie möglich mit ihnen zu zeugen.
Ende Februar 1987 starb Sandra Lindsay, nachdem sie mehrere Tage an einem dem christlichen Kreuz nachempfundenen Balken hatte hängen müssen. Ihr Leichnam wurde in der Badewanne des Hauses zerstückelt.
Anfang März entführte Heidnik die 23-jährige Deborah Dudley. Doch ihr Widerstand und ihre Abscheu gegen Heidnik war so groß, dass er sie am 19. März 1987 ermordete, indem er sie in ein Wasserbassin stellte, sie ankettete und Strom durch ihren Körper jagte. Ihr Leichnam wurde nach drei Tagen in der Tiefkühltruhe von Heidnik und Josephina Rivera am 22. März 1987 in das Auto des Mörders geladen und in den Wharton State Forest bei Camden im US-Bundesstaat New Jersey gefahren. Auf der Heimfahrt nach Philadelphia nahmen sie die Anhalterin Agnes Adams mit, die als viertes Opfer in den Keller gesperrt wurde.
Zwei Tage später, am 24. März 1987, gelang Josephina Rivera nach vier Monaten Gefangenschaft die Flucht, indem sie Heidnik überzeugte, ihre Familie sehen zu müssen, während er an einer Tankstelle auf sie wartete.
Sie ergriff ihre einzige Chance und verständigte die Polizei über ein öffentliches Telefon.
Sie nahmen Heidnik direkt an der Tankstelle fest.
Im moderigen Keller von Gary Heidniks Anwesen fand man drei ausgemergelte, halbnackte Frauen, die an Rohren angekettet waren und zum Schlafen in ein Erdloch hatten kriechen müssen. In einem nahen Kanal wurden Sandra Lindsays Leichenteile geborgen. Nachbarn war angeblich nur die laute Musik aufgefallen, die täglich aus Heidniks Haus drang.

### Prozess
Am 23. April 1987 kam es zur ersten Anhörung vor dem Bezirksgericht. Die Vertretung der Anklage übernahm der stellvertretende Bezirksstaatsanwalt Charles Gallagher, die Verteidigung Heidniks Anwalt Charles Peruto. Die Kaution wurde auf eine Höhe von 4 Millionen Dollar angesetzt, ein Betrag, den niemand in Heidniks Umgebung aufbringen konnte.
Es dauerte über ein Jahr, bis der Prozess gegen Heidnik am 20. Juni 1988 eröffnet werden konnte. Den Vorsitz des Gerichts übernahm Richterin Lynne Abraham.
Während Staatsanwalt Gallagher bemüht war, Heidnik als Bestie hinzustellen, konzentrierte sich die Verteidigung darauf, Gary Heidnik als Opfer darzustellen. Psychiater Clancy McKenzie, der Heidnik während dessen Untersuchungshaft über 100 Stunden lang gesprochen hatte sowie ein weiterer Psychiater, Jack Apsche, kamen zum Schluss, dass Heidnik den Unterschied zwischen richtig und falsch einfach nicht kannte. Auch sei Heidnik ein Opfer seiner Militärzeit in den 1960er Jahren gewesen. Hier, so die Verteidigung, habe man an Heidnik Experimente mit Drogen, insbesondere mit LSD, durchgeführt.
Die Anklage rief unter anderem Robert Kirkpatrick in den Zeugenstand, den Broker, bei dem der Mörder spekuliert hatte. Kirkpatrick gab zu Protokoll, dass Heidnik ein intelligenter Mann sei, und er genau wisse, was er tue. Nicht umsonst habe er sein geringes Startkapital auf eine halbe Million Dollar vervielfachen können.
Am 30. Juni 1988, nach zehn Verhandlungstagen, zog sich die Jury zurück, und traf nach 16 Stunden Beratung am 1. Juli 1988 das Urteil. Sowohl im Mordfall Deborah Dudley als auch in der Kausa Sandra Lindsay wurde Heidnik des Mordes schuldig gesprochen. Weitere Schuldsprüche: sechsmal Entführung, fünfmal Vergewaltigung, viermal schwerer Überfall und einmal Praktizieren von abnormalem Geschlechtsverkehr.
Am 3. Juli 1988 sprach Richterin Abraham das Urteil: Todesstrafe durch eine Giftinjektion. Zusätzlich erhielt Heidnik eine Gefängnisstrafe von 300 Jahren.

### Tod
Gary Heidnik wurde in das Bezirksgefängnis von Philadelphia überstellt. Hier unternahm er mehrere Male erfolglos den Versuch, sich selbst zu töten. Er reichte sowohl bei Gouverneur Robert Patrick Casey, Sr. als auch bei dessen Nachfolger im Amt, Tom Ridge, Gnadengesuche ein, die jedoch abgelehnt wurden. Zuletzt reichte Heidnik ein solches Gesuch im März 1997 beim Obersten Gerichtshof ein. Als erneut eine Begnadigung abgelehnt wurde, fügte sich Heidnik in sein Schicksal.
Zunächst hätte die Hinrichtung Heidniks bereits am 15. April 1997 stattfinden sollen, doch seine 19-jährige Tochter intervenierte und erwirkte, dass die Hinrichtung ausgesetzt wurde. Sie verwies auf den geistigen Gesundheitszustand ihres Vaters, der nicht zum Besten stand.
Am 6. Juli 1999 wurde der „Verrückte von der Marshall Street“, wie er in der Presse oft genannt wurde, in der State Correctional Institution Rockview durch die Giftspritze hingerichtet und um 22:29 Uhr für tot erklärt. Niemand erhob Anspruch auf den Leichnam Heidniks.

## Zusätzliche Informationen
Die drei Opfer Jacqueline Askins, Agnes Adams und Lisa Thomas sind alle drei fast taub, da Heidniks Folter darin bestand, sie mit einem Schraubendreher zu quälen. Die knapp 500.000 Dollar, die Heidnik durch seine Börsengeschäfte verdient hatte, wurden als Schadenswiedergutmachung unter den Frauen aufgeteilt. Auch erhalten sie vom Friedenscorps und von der Internal Revenue Service finanzielle Unterstützung.